# Nukleofil
Nukleofil är grekiska och betyder "kärnälskare". Inom kemin kan den vara en negativt laddad jon eller neutral. För att en nukleofil ska skapa en bindning donerar den ett av sina elektronpar till en partiellt positivt laddad atom eller jon, den så kallade elektrofilen. Vatten, hydroxidjon, cyanidjon och bromidjoner är vanliga exempel på nukleofiler. När nukleofilen binder sig till en elektrofil kallas det att det sker en nukleofil attack.
Nukleofilicitet dvs. styrkan hos en nukleofil, är i grund och botten en kinetisk term till skillnad basiciteten som är en termodynamisk. Med andra ord kan man säga att nukleofilicitet är med vilken hastighet en nukleofil substituerar ett givet substrat. En rad faktorer styr nukleofiliciteten; generellt kan det sägas att nukleofilicitet och basicitet följs åt om samma attackerande grundämne betraktas. Således: CH3O- > C6H5O- > CH3CO2- > NO3-. Vidare kan man ofta se att nukleofiliciteten ökar med ökande period i periodiska systemet till exempel I- > Br- > Cl- > F- och C6H5Se- > C6H5S- > C6H5O-.
En nukleofil kan även kallas för en Lewisbas.